# Lavinia Mennuni
Lavinia Mennuni (Southampton, 17 aprile 1976) è una politica italiana, dal 13 ottobre 2022 senatrice della Repubblica per Fratelli d'Italia.

## Biografia
Nata a Southampton, in Inghilterra, consegue la maturità linguistica presso l'Istituto Sacro Cuore Trinità dei Monti di Roma e la laurea in giurisprudenza presso l'Università degli Studi di Roma "La Sapienza" nel 2003. Dal 2008 svolge la professione di avvocato, ma dal 15 dicembre 2022 ha richiesto la sospensione volontaria dall'esercizio della professione.
Sposata con Federico Guidi, già consigliere comunale di Roma e presidente della Commissione bilancio di Roma Capitale, ha tre figli.

## Attività politica
Aderisce in gioventù ad Alleanza Nazionale (AN) e nel 1997 diventa consigliere del Municipio Roma II (Parioli), venendo riconfermata poi nel 2001, ricoprendo anche la carica di assessore ai Lavori pubblici e all'urbanistica del municipio, e nel 2006 come prima degli eletti con 990 preferenze.
Alle elezioni amministrative del 2008 si candida al consiglio comunale di Roma, tra le liste del Popolo della Libertà (lista elettorale che raccoglie principalmente AN e Forza Italia) a sostegno del candidato sindaco del centro-destra Gianni Alemanno, venendo eletta consigliera comunale con 3.600 preferenze e andando a ricoprire, dal 2010 al 2013, l'incarico di presidente della commissione consiliare patrimonio e politiche abitative, oltre ad essere nominata dal sindaco Alemanno delegata alle pari opportunità ed ai rapporti con il mondo cattolico.
È stata tra le promotrici della marcia per la vita nel 2009.
Alle successive amministrative del 2013 viene rieletta consigliera comunale di Roma con 5.823 preferenze nelle liste del PdL, diventando presidente della commissione consiliare controllo, garanzia e trasparenza.
Il 5 marzo 2015 aderisce a Fratelli d'Italia (FdI) di Giorgia Meloni, dove si colloca nell'area di Fabio Rampelli e diventa il punto di riferimento degli ultracattolici nel partito.
Alle amministrative del 2016 si ricandida all'Assemblea Capitolina, tra le liste di FdI a sostegno della Meloni come candidata sindaca, ottenendo 2.664 preferenze ma risultando non eletta. Tuttavia il 26 giugno 2018 diventa consigliera comunale, subentrando a Fabrizio Ghera, a sua volta eletto consigliere regionale del Lazio.
Alle elezioni politiche del 2018 viene candidata al Senato della Repubblica per Fratelli d'Italia sia nel collegio uninominale Lazio - 04 (Roma-Collatino), sostenuta dalla coalizione di centro-destra, che come capolista nel collegio plurinominale Lazio - 01, senza però risultare eletta, ottenendo nell'uninominale il 32,79% dei voti e venendo sconfitta di misura dal candidato del Movimento 5 Stelle Pierpaolo Sileri (32,98%).
Alla tornata amministrativa del 2021 viene rieletta consigliera comunale per FdI con 5.432 preferenze.

### Elezione a senatrice
Alle elezioni politiche anticipate del 2022 si ricandida al Senato nel collegio uninominale Lazio - 02 (Roma: Municipio XIV), sostenuta dalla coalizione di centro-destra in quota Fratelli d'Italia, venendo eletta con il 36,3% dei voti e superando la storica leader radicale Emma Bonino per il centro-sinistra (33,21%), Carlo Calenda per Azione - Italia Viva (14,07%) e Alessandra Maiorino per il Movimento 5 Stelle (11,31%). Nella XIX legislatura è componente della 5ª Commissione Bilancio, della Commissione parlamentare per l'infanzia e l'adolescenza e della Commissione parlamentare d'inchiesta sulle attività illecite connesse al ciclo dei rifiuti e su altri illeciti ambientali e agroalimentari.
A dicembre 2023 presenta una proposta di legge intitolata "Rispetto e tutela delle tradizioni religiose italiane" che prevede un divieto di impedire nelle scuole pubbliche l’allestimento di presepi o l’organizzazione di recite e manifestazioni per celebrare il Natale e la Pasqua, con conseguente provvedimento disciplinare per i dirigenti scolastici che non rispettano questa norma.

## Posizioni politiche
Mennuni, punto di riferimento degli ultracattolici dentro Fratelli d’Italia, è nota per una lunga serie di dichiarazioni e battaglie contro l’aborto, presentando una delibera all'Assemblea Capitolina per seppellire tutti i feti anche senza il consenso delle madri, e il gender.